# Vaubecourt
Vaubecourt è un comune francese di 334 abitanti situato nel dipartimento della Mosa nella regione del Grand Est.

## Società

### Evoluzione demografica
Abitanti censiti